# New York City Fire Museum
 (septembre 2022).

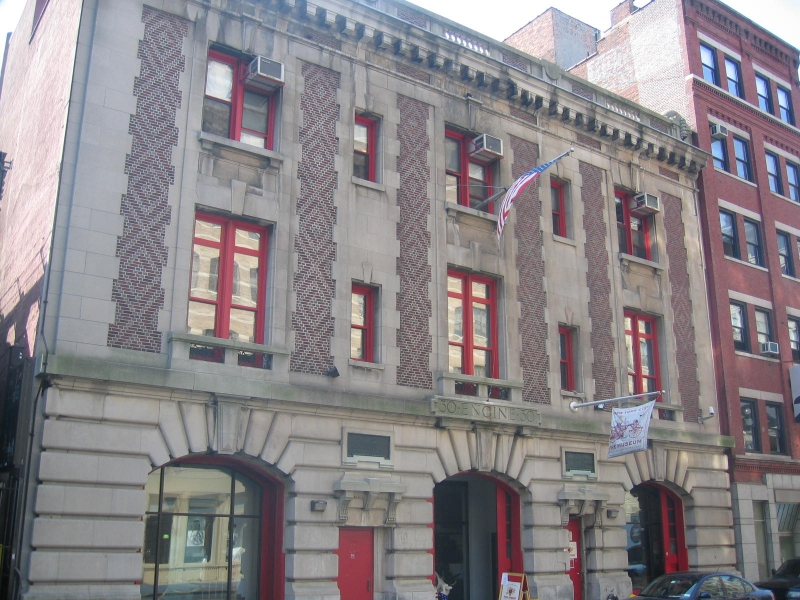
Façade du New York City Fire Museum.

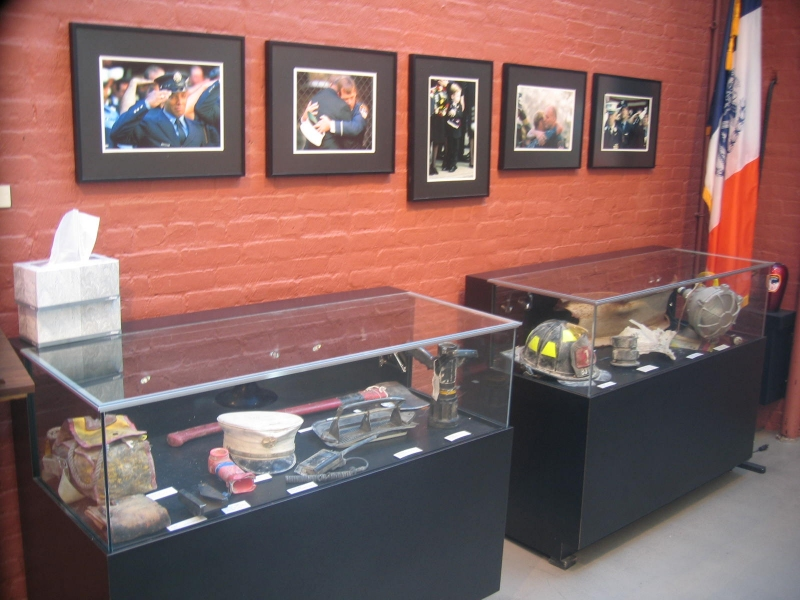
Salle en mémoire des pompiers victimes de leurs devoirs le 11 septembre 2001.

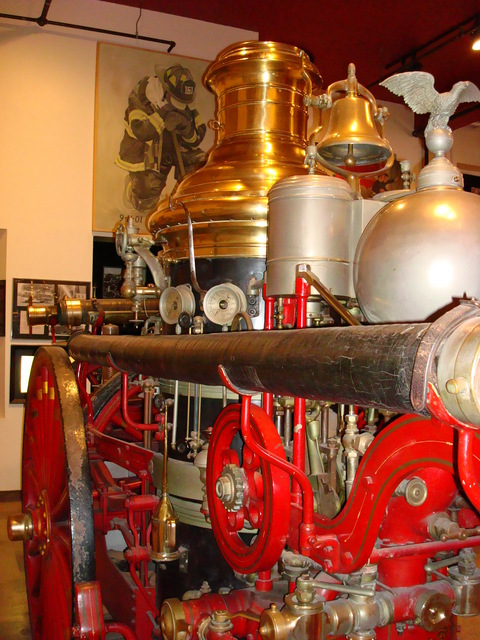
L'un des nombreux objets du NYC Fire Museum : une pompe à vapeur du FDNY les pompiers de New York. Elle a servi jusqu'au début du XXe siècle.

Le New York City Fire Museum se trouve dans une ancienne caserne de pompiers de 1904 rénovée, dans le quartier de SoHo, dans l'arrondissement de Manhattan à New York (États-Unis). Le musée contient des objets rendant hommage à l'histoire des pompiers de la ville, le New York City Fire Department (FDNY). Il s'étend sur trois étages.

## Historique
Le musée a été fondé en 1934  sous le nom Fire College Museum. Il était alors situé à Long Island. En 1959, il s'installe dans une caserne de pompiers au 100 Duane Street, à Manhattan, où il reste jusqu'à ce que la Home Insurance Company offre ses collections à la ville en 1981, rendant impérative l'implantation du musée dans des locaux plus vastes. Une caserne datant de 1904, située sur Spring Street à SoHo, a été rénovée à cet effet et abrite désormais le musée.

## Description

### 1erétage
Cet étage présente des anciens véhicules du Service du Feu de New York. Plusieurs Pompe à bras ainsi que des pompes à vapeur. Une salle annexe rend hommage aux 343 secouristes victimes lors des attentats du 11 septembre 2001, plusieurs objets ayant trait à l'événement sont exposés en forme d'hommage (casques, bouteilles ARI, morceaux des tours du WTC).

### 2eétage
Au second, d'autres pompes à bras sont présentées ainsi que des véhicules accompagnants (chariots dévidoirs, etc.) ainsi que diverses lances et objets ayant trait à l'extinction. À noter que l'escalier menant du premier au second est tapissé d'écussons provenant du Monde entier, en forme de sympathie pour les pompiers new-yorkais morts au feu lors des attentats de 2001.